# Heliothryx
Heliothryx là một chi chim trong họ Chim ruồi.

## Các loài
Chi này gồm 2 loài:
| Image | Name               | Common name | Distribution                                                                             |
| ----- | ------------------ | ----------- | ---------------------------------------------------------------------------------------- |
|       | Heliothryx auritus |             | Bolivia, Brazil, Colombia, Ecuador, French Guiana, Guyana, Peru, Suriname, and Venezuela |
|       | Heliothryx barroti |             | southeastern Mexico south to southwestern Ecuador.                                       |